# Örlogsskolorna
Örlogsskolorna (ÖS), var en truppslagsskola för flottan inom svenska marinen som verkade i olika former åren 1997–2004. Förbandsledningen var förlagd i Karlskrona garnison i Karlskrona.

## Historik
Inför etapp två i försvarsbeslutet 1996 föreslog både Försvarsmakten och regeringen att Karlskrona örlogsskolor skulle upplösas och avvecklas, och att dess verksamhet skulle uppgå i Berga örlogsskolor. Den nya skolan skulle dock även i fortsättningen bedriva verksamhet i Karlskrona. Därmed kom även Berga örlogsskolor upplösas i dess dåvarande form. Den 1 juli 1997 bildades den nya skolan, Örlogsskolorna, med ledning i Berga och utbildning i både Berga och Karlskrona.
Inför försvarsbeslutet 2000 efterfrågade regeringen riksdagens godkännande att besluta om förändringar beträffande Örlogsskolorna. Regeringen ansåg att den utbildningen som Försvarsmakten bedrev i Karlskrona inom Sjöstridsskolan, skulle inordnas i Örlogsskolorna. Vidare skulle Sjöstridsskolan i Karlskrona upplösas. I regeringens proposition 2000/01:1 föreslog regeringen att marinens bassäkerhetsutbildning samt ledningen för Örlogsskolornas skulle omlokaliseras Kungsholms fort i Karlskrona. Försvarsmakten hade föreslagit att bassäkerhetsutbildning skulle förläggas till Vaxholm i syfte att samordnas med amfibieutbildningen. Dock ansåg regeringen det var viktigt att bibehålla militär verksamhet på Kungsholmen, i syfte att en 300-årig militär verksamhet på ön fullföljs.
Från den 1 juni 2001 övergick verksamheten i Berga till en avvecklingsorganisation, fram till att flytten skulle vara slutförd senast den 1 juli 2001. Avvecklingsorganisationen upplöstes i sin tur den 30 juni 2001, då flytten av ledningen ansågs slutförd. Bassäkerhetsutbildning påbörjade sin flytt den 15 april 2001 och var fullt etablerad i Karlskrona den 1 januari 2002.
Inför försvarsbeslutet 2004 ansåg regeringen att Försvarsmaktens utbildningssystem var både orationellt och kostnadsdrivande, då utbildning i teknisk tjänst genomfördes vid Försvarsmaktens Halmstadsskolor (FMHS) i Halmstad, Arméns tekniska skola (ATS) i Östersund och vid Örlogsskolorna (ÖS) i Karlskrona och Haninge/Berga. Dessutom utbildade Försvarsmakten totalförsvarspliktiga i teknisk tjänst vid utbildningsplattformarna, liksom vid Upplands regemente (S 1) och Flygvapnets Uppsalaskolor (F 20). I dess ställe ansåg regeringen att all teknisk utbildning, vilket även inkluderade den tekniska utbildningen vid Örlogsskolorna, skulle samlas till en ny skola, Försvarsmaktens tekniska skola (FMTS), lokaliserad till Halmstads garnison. Vidare ansåg regeringen i sin proposition att de två marinbaserna, Ostkustens marinbas och Sydkustens marinbas, skulle ersättas med en marinbas, Marinbasen, med ledning i Karlskrona. Vilket medförde att tyngdpunkten för den svenska marinens verksamheten flyttades helt till Karlskrona. Därmed skulle den kvarvarande utbildningen vid Örlogsskolorna i Berga flyttas till Karlskrona. Vidare föreslog regeringen att Amfibiestridsskolan skulle avvecklas, och amfibieutbildningen skulle flyttas till Karlskrona. Vidare skulle en marin stridsskola, Sjöstridsskolan,  bildas i Karlskrona för att därmed erhålla samordningsvinster kopplat till Marinbasen. Den 31 december 2004 avvecklades Örlogsskolorna, från och med 1 januari 2005 övergick skolan till en avvecklingsorganisation fram till dess att avvecklingen skulle vara slutförd senast den 30 juni 2006. Den 1 januari 2005 bildades Sjöstridsskolan i Karlskrona. Sjöstridsskolan blev centrum för den marina utbildningen, dock ej den tekniska utbildningen.

## Verksamhet
Örlogsskolorna var en gemensam marinskola som hade till uppgift att genomföra utbildning av kadetter till officerare, vidareutbildning av officerare samt genomföra yrkesutbildning av värnpliktiga. 
Örlogsskolorna var organiserad med en stab och ett antal förbandsstridsskolor och funktionsskolor.
- Ytstridsskolan, Berga
- Ubåtsstridsskolan, Berga
- Minkrigsskolan,
- Marinens ledningssystemskola, Berga
- Marinens räddningstjänstskola, Berga och Karlskrona
- Marinens tekniska skola, Karlskrona
- Marinens intendenturskola, Karlskrona
- Flottans sjömansskola med Marinens Dykarskola, Karlskrona
- Idrottsskolan, Karlskrona, Berga
- Grundutbildningsbataljonen och Bergakompaniet, Berga

## Förläggningar och övningsplatser
Örlogsskolorna (ÖS) var lokaliserad både inom Berga örlogsbas och inom Karlskrona örlogsbas. Åren 1997–2001 var ledningen grupperad i Berga, åren 2001–2004 i Kungsholms fort i Karlskrona.

## Heraldik och traditioner
Örlogsskolorna ärvde och antog sina traditioner från de två avvecklade örlogsskolorna i Berga och Karlskrona. Från Berga övertogs och antogs förbandsmarschen "Vår flotta" (Widner), vilken fastställdes den 27 november 2002. Marschen användes sedan åren 2005–2006 av Sjöstridsskolan. År 2005 instiftades Örlogsskolornas minnesmedalj i silver (ÖSMSM).

## Förbandschefer
- 1997–2000: Göran Frisk
- 2000–2002: Lennart Sylvén
- 2002–2004: Tommy Åsman

## Namn, beteckning och förläggningsort
| Örlogsskolorna | 1997-07-01 | – | 2004-12-31 |

| ÖS | 1997-07-01 | – | 2004-12-31 |

| Berga örlogsbas (F)                     | 1997-07-01 | – | 2001-12-31 |
| Karlskrona garnison (D)                 | 1997-07-01 | – | 2001-12-31 |
| Karlskrona garnison/Kungsholms fort (F) | 2002-01-01 | – | 2004-12-31 |
| Berga örlogsbas (D)                     | 2002-01-01 | – | 2004-12-31 |